# Заставье (Волынская область)
Заставье (укр. Застав'є́) — село в Любомльской городской общине Ковельского района Волынской области Украины.
До 2020 года входило в Любомльский район.
Код КОАТУУ — 0723383704. Население по переписи 2001 года составляет 106 человек. Почтовый индекс — 44342. Телефонный код — 3377. Занимает площадь 0,48 км².